# Робърт Хеър
Робърт Д. Хеър (на английски: Robert D. Hare) канадски психолог, изследовател в областта на криминалната психология.
Хеър създава Въпросник за психопатия (Psychopathy Checklist, PCL) и Въпросник за психопатия – осъвременена версия (Psychopathy Checklist Revised, PCL-R), които се използват, за да изследват случаи на психопатия и са също така полезни при предвиждането на възможността за насилствено поведение. Той съветва Центъра на ФБР по въпросите за отвличания на деца и серийните убийства, както и консултира различни британски и северноамерикански затвори.

## Биография
Роден е през 1934 година в Калгари, провинция Албърта, Канада. Завършва докторантура по експериментална психология в Университета на Западен Онтарио (1963). Той е емеритус професор на Университета на Британска Колумбия към изследователския център по психопатология и психофизиология.
Хеър прекарва над 35 години, изучавайки психопатията и създава както PCL-R, така и негови производни Въпросник за психопатия – екранираща версия (Psychopathy Checklist: Screening Version, PCL:SV), Сканиране за псиопатия (P-Scan), Въпросник за психопатия – версия за младежи (Psychopathy Checklist: Youth Version, PCL:YV) и устройство за екраниране на антисоциален процес (Antisocial Process Screening Device, APSD). Той е съавтор на „Ръководство за програма за лечение на психопатия“ (Guidelines for a Psychopathy Treatment Program). Неговият PCL-R с доказаната му надеждност и валидност е използван в целия свят като стандартен инструмент на изследователи и клиницисти. PCL-R и PCL:SV са силни пособия за предвиждане на рецидивизъм, насилие и отговор на терапевтичната интервенция. Те играят важна роля в най-новите инструменти, изследващи риска за насилие.
Книгата на Хеър „Змии в костюми: когато психопатите ходят на работа“ (Snakes in Suits: When Psychopaths Go to Work) от 2006 г., в съавторство с Пол Бабиак, е изследване на разрива и дезинтеграцията, причинена от влизането на психопати на работното място.
На 30 декември 2010 г. е удостоен с Ордена на Канада.

## Противоречия
През 2010 г. Хеър заплашва със съдебно действие, свързано с изследване по критична психология, което според него представя в погрешна светлина възгледите му. В крайна сметка изследването е публикувано 3 години по-късно.